# Serifos
Serifos (grekiska Σέριφος) är en ö inom den till Grekland hörande prefekturen och ögruppen Kykladerna, sydost om Attika. Ytan är 75 km2 och invånarantalet uppgick 2001 till 1 414. Ön, som höjer sig till 585 m ö.h. (bergstoppen Tourlos), är ytterst steril och består till största delen av glimmerskiffer och granit.
Det lager av järnmalm som bearbetades i forntiden började från 1870 åter brytas av ett franskt bolag. Även koppar och silverhaltig blymalm bröts. 1916 utbröt en strejk i gruvan, där arbetarna krävde bättre arbetsvillkor och en åttatimmarsdag. Det grekiska nationalgardet öppnade eld mot de strejkande, vilket ledde till att fyra arbetare dog och ett flertal skadades.
Serifos var enligt sagan den ö där de av Akrisios på havet utsatta Perseus och Danaë landsteg. Under perserkrigen slöt Serifos sig till atenarna. Av romarna förvandlades det till en förvisningsort. Huvudort är Serifos eller Livadi.